# Zidanta Ier
Zidanta Ier (1560-1550 av. J.-C.) était un roi hittite qui régna pendant dix ans à l'époque de l'ancien royaume.